# Buró Agrario Internacional
El Buró Agrario Internacional (IAB; checo: Mezinárodní Agrární Bureau, francés: Bureau International Agraire), habitualmente conocido como Internacional Verde (Zelená Internacionála, Internationale Verte), fue fundado en 1921 por los partidos agrarios de Bulgaria, Checoslovaquia, Polonia y Yugoslavia. La creación de una asociación continental de campesinos fue impulsada por Alejandro Stamboliski, de la Unión Nacional Agraria Búlgara, pero sus orígenes se remontan a los primeros intentos realizados por Georg Heim. Tras la caída de Stamboliski en 1923, el IAB pasó a ser dominado por el Partido Republicano de Agricultores y Campesinos de Checoslovaquia, cuyo miembro Karel Mečíř ejerció como su primer líder. Mečíř fue capaz de extender el IAB más allá de su núcleo en la Europa eslava, consiguiendo el apoyo del Partido Nacional Campesino de la Gran Rumania; como ideólogo, Milan Hodža introdujo a la Internacional Verde en el federalismo europeo. 
Hodža redefinió asimismo el agrarismo internacional como movimiento de tercera vía. El Buró fue por ello un competidor clave de la Krestintern o Internacional Campesina Roja, que actuaba como agente de la Internacional Comunista (o Comintern). En 1929-1934, el IAB también agrupó lealtades de otros partidos en otras zonas del continente, logrando apartar al Partido Campesino Croata de la Krestintern, y ayudando a crear el Partido Agrario y Campesino Francés. Esta evolución fue interrumpida por la expansión del fascismo, que identificaba a los verdes como sus enemigos, aunque algunas secciones del IAB terminaron inclinándose por la cooperación con los diversos movimientos fascistas. Desde 1933 la Alemania nazi también interfirió directamente en la política de los países del IAB. La ocupación alemana de Checoslovaquia y su posterior ocupación de la Europa continental puso punto final a las actividades del IAB, pese a los intentos realizados para restablecerlo desde Londres. 
En 1947 el Buró fue restablecido como Unión Campesina Internacional (IPU), agrupando a los refugiados agrarios del Bloque del Este. Este grupo incorporó al Partido Popular Polaco y al Partido de los Pequeños Propietarios Húngaros, cuyos líderes Stanisław Mikołajczyk y Ferenc Nagy fueron sucesivamente presidentes de la IPU. Fundamentalmente anticomunista, esta Internacional Verde libró una guerra de propaganda contra la Unión Soviética, acusándola de implicación en asesinatos de masas y una brutal represión de los movimientos agrarios. 
Esta nueva Internacional Verde fue impotente para conseguir cambios políticos en los países de la órbita soviética, aunque sus actividades atrajeron la atención de los regímenes comunistas, que describieron a la IPU como «fascista». En 1952 las autoridades de la República Socialista de Checoslovaquia encausaron a diversas figuras políticas e intelectuales de la Internacional Verde durante los juicios-farsa; las condenas fueron revocadas en los años 60. Asolada por problemas financieros y desacuerdos entre sus líderes, la IPU permaneció inactiva desde 1971.

## IAB

### Orígenes
El concepto de una Internacional Verde al servicio de los intereses campesinos data de los primeros años del siglo XX: en 1905 un periódico del Partido Socialista Italiano comentaba las esperanzas suscitadas de que tal movimiento se formase en torno al Instituto Internacional de Agricultura. En 1907 se formó una Confederación Internacional de Asociaciones Agrarias en el Imperio alemán, pero no pudo sobrevivir a la Primera Guerra Mundial. Más tarde fue restablecida como Asociación Pangermana de Campesinos, que albergaba miembros de los Países Bajos y Escandinavia. La noción de una Internacional Verde fue de nuevo explorada durante los inicios del periodo de Entreguerras, siendo acogida por Georg Hain, del Partido Popular Bávaro (BVP). Desde finales de 1918, en el punto álgido de la agitación revolucionaria en Europa de 1917-1923, Heim trabajó sobre la unificación de las «fuerzas conservadoras y campesinas de todos los países». Sus esfuerzos solo alcanzaron a las antiguas Potencias Centrales y países que habían permanecido neutrales en la I Guerra Mundial: a una conferencia reunida en Berlín a mediados de 1919 asistieron delegados de la Alemania de Weimar, la Austria Alemana, Hungría y Holanda; políticos suizos y belgas enviaron mensajes de apoyo, aunque la propia delegación holandesa fue escéptica sobre la posibilidad de que el movimiento de Heim fuese exitoso.
En noviembre de 1920 Heim se encontraba en Budapest, abogando por una reconciliación paralela entre el Reino de Hungría, la República Austriaca y Baviera. También canalizó apoyos para la Internacional Verde, descrita por uno de sus discípulos húngaros como una forma efectiva de combatir la influencia de la Comintern, ya que «las llamadas clases 'burguesas' se han probado incapaces de derribar al bolchevismo por sí mismas». Según la misma fuente, la Internacional difundiría las «ideas de orden» entre la clase campesina, mientras promocionaba el cooperativismo y la regulación del mercado en beneficio de todas las clases, «no solo campesinos productores».
La emergente organización instalaría su sede central en Viena, ciudad elegida por Heim por su localización, pero también por su creencia de que Austria necesitaba mantenerse diferenciada de Alemania; otro factor era que Austria estaba gobernada por el Partido Socialcristiano, cuyos miembros eran «reclutados principalmente entre las masas campesinas». Heim obtuvo promesas de apoyo de toda Europa central y oriental; su proyecto desbancó por tanto el intento rival realizado por la Liga de Agricultores (BdL) de los Sudetes para formar un Congreso de Campesinos pangermánico. En cambio fue incapaz de impedir la competencia del Congreso Campesino Internacional, ubicado en Estrasburgo y reservado para países que también se hubiesen unido a la Sociedad de Naciones, lo que excluía por tanto a la Alemania de Weimar.
Este grupo, también denominado Internacional Verde, celebró su segunda reunión en París en noviembre de 1920. Durante las sesiones, Angelo Mauri, del Partido Popular Italiano, propuso la unificación con el grupo de Heim, a lo que este mismo dio la bienvenida. Los informes del siguiente año sugieren que Heim también logró promesas de apoyo del Partido Liberal de Dinamarca, de la Liga de Campesinos (PB) de Holanda y del Partido Agrario de Hungría. El Partido Campesino (PȚ) de la Gran Rumania y el Partido Agrario de Yugoslavia también participaron en los intercambios con Heim. A mediados de 1921, el agrarista húngaro János Mayer promovió una mediación entre las internacionales campesinas de respectiva orientación francesa y alemana, pero esta última la rechazó obstinadamente. Dirigido por el agricultor suizo Ernst Laur, el Congreso Campesino Internacional sobrevivió al menos hasta 1929, cuando sus miembros europeos y americanos se reunieron en Bucarest. Sin embargo, para entonces había evolucionado hacia un movimiento no político.

### Creación

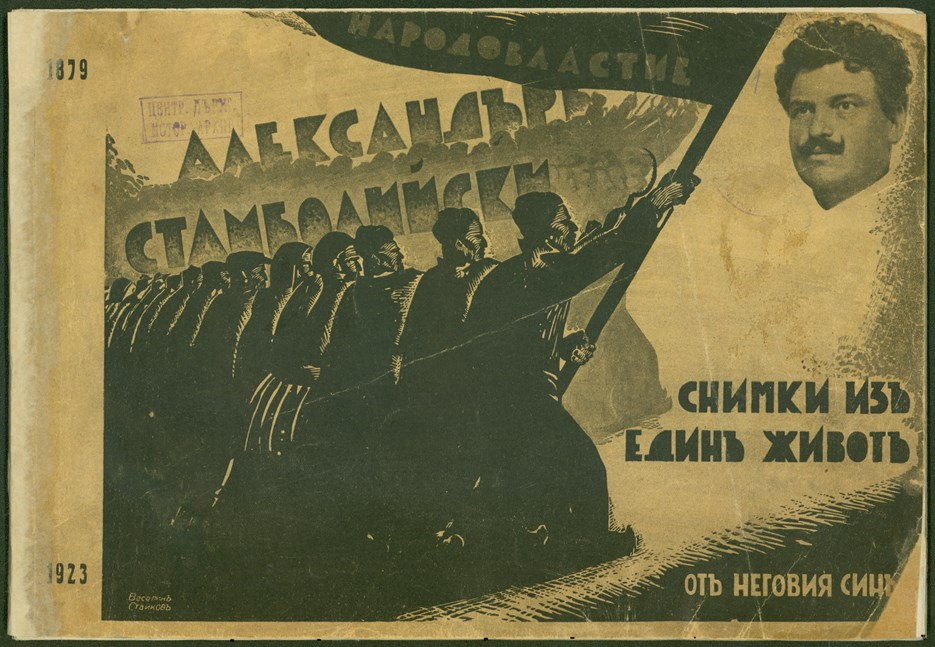
Alegoría del liderazgo campesino de Alejandro Stamboliski, de un álbum de su hijo de 1935.

Otros esfuerzos iniciales para organizar en un lobby internacional a representantes campesinos fueron llevados a cabo por la Unión Nacional Agraria Búlgara (BZNS), cuyo líder, Alejandro Stamboliski, era entonces primer ministro de Bulgaria. En mayo de 1920 declaró su intención de establecer una forma de «representación agraria» junto al Partido Republicano de Agricultores y Campesinos (RSZML) de Checoslovaquia. Pensaba que el RSZML aseguraría asimismo la reconciliación entre búlgaros y yugoslavos, tras la separación de ambas naciones en la I Guerra Mundial. Estos intentos adquirieron notoriedad pública en febrero de 1921. En aquel contexto, Stamboliski describió abiertamente su proyecto como de resistencia al temor rojo, una «dictadura campesina para oponerse a la dictadura del proletariado». El periodista francés P. de Docelles observó asimismo que Stamboliski había «transpuesto todas las fórmulas de Lenin»: «opondrá la Internacional Verde a la Internacional Roja; y la propiedad privada al comunismo».
Al visitar Checoslovaquia a principios de aquel año, Stamboliski se había dirigido directamente al RSZML, anunciando que formaría una Unión Campesina Internacional como 
subsidiaria de la Sociedad de Naciones.Antonín Švehla, del RSZML, sería su líder, con Stamboliski expresando nuevas esperanzas de que su mediación atraería a los agraristas yugoslavos hacia su movimiento. El Buró Internacional original, establecido en Praga en noviembre de 1921, estaba aún limitado a tres países de la Europa eslava (incluido Yugoslavia). Se unieron también brevemente los blancos emigrados representando a la entonces difunta República rusa. Sin embargo, en junio de 1921 Stamboliski también visitó la Rumania no eslava, reuniéndose con Ion Mihalache y Virgil Madgearu del PȚ y debatiendo las perspectivas para una cooperación regional.
El nuevo agrupamiento campesino es descrito por el profesor Saturnino M. Borras Jr. y sus colegas como una continuación del movimiento de Heim. Sin embargo, se vio criticado por el conservador austriaco Erik von Kuehnelt-Leddihn, que describió a la Internacional Verde como un frente por el socialismo agrario, la «dictadura de bota campesina». Sobre tales bases, la iniciativa de Stamboliski fue bien recibida por la izquierda anticomunista de Europa. El anarquista Augustin Hamon la vio como muestra de la mayoría de edad del campesinado, observando que todos los países agrarios desarrollaban una reforma agraria. Esto significaba que los «capitalistas» controlaban la «revolución agraria», pero solo por un breve periodo; Hamon identificaba una incompatibilidad ideológica entre los conservadores del BVP y los radicales de Stamboliski. Según Hamon, los trabajadores agrícolas e industriales eran aliados naturales, ya que «unos no pueden ser fuertes sin los otros», lo que significaba que la propia Internacional Verde sería «empujada» hacia una alianza con la Comintern. Las similitudes entre los dos organismos fueron remarcadas por el periodista Albert Londres, que llamaba la atención sobre el «pequeño terror» de Stamboliski en Bulgaria, incluida su implementación del trabajo forzado. La visión simpatizante de Hamon fue criticada por Adolphe Hodee, un sindicalista agrario, que sugería que la Internacional Verde era fundamentalmente reaccionaria, un corolario de la Internacional Blanca de Luigi Sturzo. Como expresaba Hodee: «Más fuerte y más peligroso que nunca, el individualismo campesino se opone al progreso social bajo la enseña comunista, bajo la enseña blanca, bajo la enseña verde».
Ambos asertos son desestimados por los investigadores más recientes, que indican que Stamboliski deseaba fundar «una liga agraria internacional que sirviese como protección tanto contra la reaccionaria 'Internacional Blanca' de realistas y terratenientes como contra la 'Internacional Roja' de los bolcheviques». Como argumentó el dúo de escritores conocido como Marius-Ary Leblond, los socialistas europeos, con su prestigio ampliamente dañado por la Revolución rusa, no eran ya capaces de ejercer ninguna influencia sobre el movimiento campesino y «fusionarlo contra el capital». Leblond planteaba que «los verdes de los países danubianos, que son unos de los más conscientes y determinados, junto a los de Francia y Rusia, formarán una poderosa coalición anti-roja». La historiadora Bianca Valota Cavallotti cree que los verdes podrían haber sido aliados naturales de la Segunda Internacional, pero también indica que desarrollaron su movimiento en países pobremente industrializados, donde la socialdemocracia no tenía tirón.
En el congreso de la BZNS celebrado en Sofía en 1921, las pancartas rezaban: «¡Viva la Internacional que consagrará la fraternidad de los pueblos europeos y suprimirán el dominio de la minoría!»; y «¡A la horca los responsables del desastre [de la I Guerra Mundial] y los militaristas!». Como argumentó Docelles, el congreso resultó superficial en su intento de debatir sobre el «aspecto internacional de la cuestión campesina». Aunque las invitaciones a asistir a la reunión se extendieron al BVP y a la Liga Agraria Alemana, así como al RSZML y a los agraristas balcánicos, «pocos delegados extranjeros fueron capaces de alcanzar la capital búlgara». En junio se anunció a Praga como sede de un Buró Internacional Verde, que era establecido para reunir afiliaciones de todo el mundo como preparación del auténtico establecimiento de un organismo plenario. Desde julio de aquel año, miembros de las iniciativas anteriores, incluidos Mauri y Nikola Petkov, de la BZNS, también se unieron a la Confederación Internacional de Sindicatos Agrarios Adrien Toussaint.
En agosto de 1921 el profesor Gustave Welter planteó que la Internacional Verde surgiría como la más fuerte en vigor y traería la paz mundial, «ya que [los campesinos] son siempre los primeros en ser asesinados». Esta esperanza contrastó con la realidad, con lo que Valota Cavallotti define a la red de Stamboliski como «seguramente una de las menos importantes en haber surgido en el continente en los siglos XIX y XX», una «serie de intentos» más que un movimiento coherente. La BZNS fue capaz de obtener representación del RSZML, el ZS y el Partido Popular Piast de Polonia.

### El interregno de 1923

Otras alianzas agrarias de Entreguerras:
Bloque de Países Agrarios
Plan Maniu por una Pequeña Europa federal

El proyecto fue interrumpido por la caída del poder de la BZNS en el golpe de Estado búlgaro de 1923, durante el cual Stamboliski fue asesinado. Como indicó el periodista Paul Gentizon, estos acontecimientos estuvieron íntimamente relacionados con la visión de Stamboliski sobre el internacionalismo campesino, ya que implicaba contener las viejas rivalidades entre Bulgaria y Yugoslavia, eclipsando la agenda de los búlgaros de Macedonia. La cooperación agraria fue no obstante acentuada tras la Insurrección de Septiembre, cuando el PȚ de Mihalache organizó una campaña de socorro de los refugiados búlgaros en Rumania. A finales de 1923 surgió el organismo agrario de la Comintern, la Krestintern, como rival. Su perfil indicaba que la nueva Unión Soviética había entrado en un «periodo excepcionalmente pro-campesino». El nuevo grupo fue de todos modos creado apresuradamente, ya que «no había prácticamente organizaciones campesinas en los que pudiera basarse» y por ello tuvo que reclutar miembros entre los grupos agrarios mayoritarios. Víctor Chernov, el líder anticomunista ruso, indicó en 1924 que agentes de la Krestintern estaban activos «en los mismos países que la Internacional Verde, una organización que, de hecho, ha fracasado».
Hacia 1924 los grupos situados a la izquierda de la BZNS habían formado una alianza táctica con la Krestintern, preparando otra insurrección condenada al fracaso contra el dictador búlgaro Alejandro Tsankov; en mayo de 1926 se adhirieron a la Internacional de Moscú, pero manteniendo la decisión en secreto, para que el partido no se escindiese. En contraste, los derechistas de la BZNS solo miraban hacia el IAB. Los campesinos rojos y comunistas búlgaros hicieron propuestas a los agraristas búlgaros exiliados en Praga, pero las conversaciones no fueron concluyentes. Tsankov entonces usó las actividades documentadas de la Krestintern como pretexto para alegar que la Internacional Verde había sido siempre una tapadera de la Comintern, en conjunción con las organizaciones comunistas locales; Tsankov indicó que algunos exministros de Stamboliski habían sido entonces cooptados por Moscú.
En Yugoslavia, el Partido Campesino Croata (HSS), liderado en aquel momento por Stjepan Radić, abrazó el separatismo y acordó unirse a la Krestintern como medio para avanzar hacia la independencia. Radić explicó en aquella época que su agrarismo era sincrético, combinando elementos del «Este revolucionario» y el «Oeste conservador». Su decisión molestó a intelectuales yugoslavistas, con el grupo Obzor sugiriendo que el HSS haría mejor en unirse a los verdes convencionales. A finales de 1924 los activistas del PȚ, Madgearu y Nicolae L. Lupu, visitaron a Radić y debatieron con él sobre nuevas formas de reagrupamiento agrarista; Madgearu también visitó el Buró en Praga, debatiendo sus proyectos con Švehla, que desempeñaba el cargo de primer ministro checoslovaco. Tales contactos eran observados por la Krestintern, que supuestamente envió cartas amistosas para ser leídas en el Congreso Nacional del PȚ de 1924. Los agraristas rumanos se abstuvieron de responder, ya que Rumania no había establecido aún relaciones diplomáticas con los soviéticos. Las fuentes de la Comintern describen las cartas como propaganda negra de exiliados anticomunistas.
Radić fue finalmente detenido en 1925; sus papeles confiscados incluían notas de Grigori Zinóviev, donde se mencionaba a la Internacional Verde como herramienta para «los ricos terratenientes y la burguesía». Días después, Radić firmó una tregua con el establishment yugoslavo y abandonó la Krestintern. Esta última se vio obligada a intentar crecer en otras zonas de Yugoslavia, sumándosele un numéricamente más pequeño Partido Democrático Agrario, mientras buscaba también infiltrarse e influir en el ala izquierda del HSS. Desde Rumania, el PȚ observaba y condenaba las restricciones en Yugoslavia, antes de regocijarse con las noticias de que el HSS se había reconciliado con el establishment. No obstante, el movimiento agrario fue de nuevo reprimido por el golpe de Estado polaco de mayo de 1926, tras el que el Partido Piast fue ilegalizado. Forzado a exiliarse, el líder del Piast, Wincenty Witos, se trasladó a Praga como invitado del IAB.
Tras los golpes búlgaro y polaco, los líderes agraristas de Europa central se concentraron en proyectos de cooperación económica regional. Durante este periodo, Iuliu Maniu, del PNȚ, que se convirtió en primer ministro de Rumania, siguió promoviendo una Federación danubiana, situando sus esfuerzos en crear los rudimentos de un mercado único de Europa central. Su Plan Maniu para una Pequeña Europa, circuló en 1930, proponiendo la confederación de ocho estados centroeuropeos. Intentando conciliar las pequeñas democracias con el fascismo italiano, Maniu también abogó por incluir a Italia como noveno miembro de la Pequeña Europa. Insatisfecha con la Conferencia Económica Mundial de 1927, que pareció favorecer a las naciones industrializadas, Polonia se abrió a tales ofertas; condujo a sus pares regionales a crear el Bloque de Países Agrarios, formado en una conferencia celebrada en Varsovia en agosto de 1930. El Bloque también convenció a los ideólogos agraristas de Rumania, en particular a Madgearu.

### El resurgimiento de 1927
Supervisado no oficialmente por Švehla, y en la práctica dirigido por Karel Mečíř, el Buró publicaba un Boletín trilingüe (checo, francés y alemán). Su primer número, aparecido en 1923, incluía análisis críticos de la Revolución rusa, expresando la esperanza de que la Nueva Política Económica consagrase la propiedad campesina en la Unión Soviética y que a la misma siguiese la «resistencia campesina pasiva al comunismo». Como indicó al año siguiente el crítico André Pierre, el movimiento agrario en Europa parecía estar estancado; los campesinos, argumentaba, «tienen problemas nacionales muy específicos que abordar». Pierre propuso que la Segunda Internacional abriese una Sección Agraria, que fuese espejo y compitiese con la Krestintern. El ideólogo cooperativista G. D. H. Cole argumentaba en términos similares que la caída de Stamboliski «era el final de la Internacional Verde como factor serio en los asuntos europeos y con ello del revolucionarismo campesino que, en su manifestación rusa, los bolcheviques ya habían sometido a su control industrialista centralizador. Este revolucionarismo campesino nunca tuvo, pienso, demasiadas oportunidades de éxito constructivo; pero si tuvo alguna oportunidad, [Stamboliski] era el hombre para dirigirlo».
El IAB se relanzó en 1927, tras renovados esfuerzos por parte del dirigente del RSZML, Milan Hodža. Asistió al Primer Congreso de la Juventud Campesina Eslava celebrado en Liubliana (septiembre de 1924), donde afirmó que el liberalismo económico estaba «en crisis» y articuló una visión del agrarismo como tercera vía, más que como política sincrética. De esta visión se hizo eco inmediatamente Witos, que manifestó su acuerdo de que los campesinos polacos necesitaban rechazar las ideologías de derecha e izquierda. En posteriores entrevistas, Hodža también argumentó que la «democracia campesina» reconciliaría las «razas» constituyentes de Checoslovaquia, incluidos tanto checos como alemanes de los Sudetes, llevando a la «paz interna desde la defensa social». Deseaba exportar su modelo para beneficio de los «trabajadores, liberales y pacíficos campesinos», que rechazaban todos los extremos; también elogiaba a la BZNS por haber adoptado una postura más «razonable». Además, Hodža veía el agrarismo incorporado dentro de su propia postura sobre la Federación Danubiana, explicando en 1928 que: «Durante los últimos ocho años, he buscado un elemento colaborativo para los países de Europa central, uno que resultase en un equilibrio estable; creo haberlo encontrado en la democracia campesina. Si logramos organizar una nueva Europa central sobre esta base, podrá entonces ser posible, como desarrollo automático, incluir también a Austria».
Este ideal coincidía con los planes de Maniu para la unificación económica a través del Bloque de Países Agrarios. Mečíř también contribuyó, específicamente rebajando el tono del paneslavismo, abogando por una línea puramente internacionalista, que daba la bienvenida a representantes de fuera de la Europa eslava. Sin embargo, la noción de unidad eslava no fue completamente retirada de los estatutos del IAB, con Švehla declarando que los eslavos, como agricultores naturalmente predispuestos, estaban llamados a predicar un «evangelio de tierra» durante una época en la que, como observaba, tanto el socialismo como el liberalismo estaban en crisis. Los encuentros de la Juventud Campesina Eslava continuaron celebrándose, en Praga, Poznań y Bratislava; sin embargo, los delegados del Piast desconfiaban de tal cooperación étnica y estaban molestos con las tendencias autoritarias de la BZNS. En octubre de 1926, Mečíř visitó Rumania y obtuvo la promesa de que el PȚ se uniría al IAB como su primer miembro no eslavo. De hecho, a finales de ese mes, el PȚ se fusionó con el Partido Nacional Rumano para convertirse en Partido Nacional Campesino (PNȚ). Este grupo más fuerte y menos radical fue finalmente aceptado en el IAB en octubre de 1927.
En 1928 el IAB había realizado un cambio final en su nombre, pasando a ser conocido como Buró Agrario Internacional. Aún era informalmente la Internacional Verde. A pesar de ser el Estado menos agrario de la región, Checoslovaquia era aún el centro de todos los proyectos agrarios, tanto a través del RSZML como de la BdL, que representaba a los alemanes de los Sudetes. La sede permanente del IAB estaba en Praga, donde Švehla ejercía como presidente. Entre los partidos fundadores la BZNS permaneció fraccionada, con una de sus corrientes asistiendo todavía a las sesiones de la Krestintern hasta ser expulsada por la mayoría del partido en 1930.

### Expansión final

Países y regiones con miembros del IAB, antes de 1935
Miembros fundadores (adheridos en 1921)
Adheridos en 1927
Adheridos en 1934
Partido Popular Bávaro (implicado en 1921)
Partido Agrario griego (adherido en 1930, expulsado en 1931) Nota: Las zonas rayadas representan partidos regionales.

Además de sus otros miembros originales, el IAB fue capaz de obtener la adhesión del HSS, así como del holandés PB y el rumano PNȚ; el Piast fue finalmente sustituido por su sucesor, el Partido Popular (SL). Otras nuevas adhesiones incluyeron cuatro partidos nacionales: el Landbund (Austria), las Asambleas de Agricultores (Estonia), el Maalaisliitto (Finlandia) y la Unión de Agricultores (Letonia); la BdL, el ZS y el HSS eran miembros regionales, como el Partido Campesino Esloveno y dos partidos suizos de Agricultores y Comerciantes (en Argovia y Berna). Un miembro adicional era el Partido Agrario y Campesino de Francia (PAPF). Explícito en sus elogios del agrarismo de Europa oriental, fue criticado por el periodista izquierdista Guy Le Normand como falso e improvisado: «Fundado por algunos escurridizos y sórdidos 'intelectuales' (...) que supieron cómo explotar inteligentemente el deseo de una 'Internacional Verde', que establecería una sección en Francia». Al primer congreso del PAPF, celebrado en París en enero de 1929, asistió Mečíř por el IAB y Ferdinand Klindera, del movimiento cooperativista checoslovaco.
Aunque Mečíř aseguraba haber agrupado a 17 partidos políticos de toda Europa en su Internacional, regiones enteras permanecían sin cubrir, incluidas las de estados de partido único. Nunca fue capaz de hacer campaña para lograr apoyos en Hungría, posiblemente porque los agraristas húngaros veían a la IAB como un instrumento de la política exterior checoslovaca; la mayor parte de grupos agraristas nórdicos también se mantuvieron claramente ausentes. La excepción del Maalaisliitto mostraba que los campesinos finlandeses tomaban conciencia de las similitudes entre sus propios mercados agrarios y aquellos de los «nuevos estados independientes de la mitad oriental de Europa». A comienzos de 1928 el Partido Estatista Agrario Ucraniano (USKhD), fundado en Berlín por exiliados partidarios del Hetmanato ucraniano, también evaluaron la posibilidad de adherirse al IAB. Este proyecto fue rápidamente vetado internamente por M. Kochubei, que subrayó las incompatibilidades ideológicas: el USKhD se veía a sí mismo como antiintelectual, antidemocrático y corporativista, desestimando a la Internacional Verde como un movimiento de la intelligentsia que «no tiene sentido de patria». Kochubei describía el compromiso del IAB con la democracia como «patológico».
Mientras tanto los movimientos agrarios de Yugoslavia experimentaban una crisis, activada por el asesinato de Radić en 1928. La Dictadura del 6 de enero los ilegalizó a ellos y al resto de grupos políticos, reemplazándolos por el Partido Nacional Yugoslavo. La oposición continuó organizándose clandestinamente y, en el caso esloveno, manteniendo un vínculo directo con el IAB. El Segundo Congreso del IAB se celebró en Praga el 23-25 de mayo de 1929, pero oficialmente reunió solo a delegados de Austria, Checoslovaquia, Estonia, Finlandia, Francia, Letonia, Rumania y Suiza; estos delegados confirmaron unánimemente a Švehla como presidente. El congreso estuvo además teñido por la controversia: a comienzos de aquel mes, Švehla había intervenido en el RSZML para describir el agrarismo adoptando la lucha de clases y proponiendo que la constitución política de Checoslovaquia fuese mejorada para otorgar a los campesinos un papel decisivo; tales declaraciones fueron inmediatamente condenadas por una mayoría de los periódicos políticos checoslovacos. Un cuadro del RSZML, Karel Viškovský, intervino durante las sesiones del IAB para asegurar a la audiencia que los agrarios aún creían en la colaboración de clases; en cambio, el dirigente de la BdL, Franz Spina, subió a la tribuna para indicar que los «partidos campesinos» defendían una «pura comunidad de intereses económicos», reemplazando las lealtades nacionalistas de décadas pasadas.
La resolución final de 1929 «afirmaba la necesidad de establecer un partido campesino en cada país, basado en los principios de propiedad privada e iniciativa privada. Reivindicaba la completa igualdad de trato para todas las clases en política arancelaria, el desarrollo de las sociedades cooperativas y de crédito, así como la formación profesional. Finalizaba con la siguiente frase: 'El poder campesino dará lugar a la paz mundial' ». Aquel año se introdujeron los criterios de adhesión. Se esperaba de los partidos miembros o candidatos a serlo promover las cooperativas agrarias, comprometerse a proteger la pequeña propiedad y apoyar la resolución pacífica de conflictos internacionales. Hacia 1932 París fue sede de otra Internacional Verde, la cual, a pesar del nombre, era una red de pacifistas, «para apoyar, confrontar, publicitar y unir en una sola visión fraternal a todos los movimientos que trabajan para organizar la paz a lo largo del mundo».
También en 1929, las actividades de la Krestintern fueron suavizadas por Iósif Stalin. El régimen soviético acabó su acercamiento al campesinado en un derramamiento de sangre, inaugurando la deskulakización. Durante este proceso, el teórico agrario Aleksandr Chayánov fue detenido y acusado de diversos cargos como traición, incluida la imputación de que había entrado en contacto con el IAB y Chernov. Un nuevo congreso del IAB se celebró en Praga en octubre-noviembre de 1930; los delegados representaron a los partidos checoslovacos y suizos, la BZNS, PAPF, PB, PNȚ, la Unión de Agricultores Letones y el Partido Agrario de Grecia. El asunto central del debate fue la Gran Depresión. Al saludar a sus colegas extranjeros, Hodža remarcó su apoyo a los controles de precios a nivel internacional.

### Disolución
Los historiadores Eduard Kubů y Jiří Šouša consideran que el reconstituido IAB no estuvo totalmente a la altura de su misión: «el alcance de su acción no excedió del ámbito de la consolidación profesional y el intercambio de información. (...) Como terreno alternativo de la política exterior del movimiento agrario checoslovaco, fracasó». Según el sindicalista francés Émile Guillaumin, la vieja Internacional Verde continuaba existiendo en Praga en 1932, habiendo establecido «secciones en los países nórdicos y danubianos, así como en Suiza»; el PAPF era su miembro más occidental, así como el «más activo» de aquella región. Como indicó el economista Paul Bastid, la regulación de los precios del trigo, como defendían el IAB y el Bloque de Países Agrarios, fue en detrimento de los intereses de los campesinos franceses, que necesitaban «analizar con calma» sus compromisos internacionales. El IAB se extendió brevemente a otros países, adhiriendo a la Liga Agrícola Belga de Valonia; mientras los agraristas griegos ya no pertenecían al IAB en 1931, el Partido Agrario Español (PAE) se unió en 1934.
Las iniciativas agrarias fueron saboteadas desde 1933 por la Alemania nazi, cuya dirección veía la totalidad de Europa central como lebensraum alemán. El Bloque de Países Agrarios celebró su última conferencia en Bucarest en junio de 1933, tras lo que desapareció debido a la hostilidad de las grandes potencias y a la falta de compromiso entre los estadistas polacos. Aunque Italia participó en la Conferencia del Trigo de 1931, lo que supuso un triunfo para los pequeños estados agrarios, su gobierno fascista señaló a los internacionalistas campesinos como enemigos cruciales. En 1934, como parte del acercamiento italo-alemán, maniobró para que Hungría se retirase del Bloque de Países Agrarios. En diciembre del año siguiente, un artículo del Corriere della Sera afirmaba que una conspiración continental, que implicaba a las Internacionales tanto roja como verde, estaba dispuesta a destruir Italia y, a través de ello, «el orden de Europa».
El advenimiento de regímenes fascistas y autoritarios invadió lentamente el IAB, reduciendo su representación. Los activistas verdes registraron la fascistización de algunos partidos campesinos, describiendo al Movimiento Lapua como incompatible con su agenda y volviendo a plantear que el IAB permanecía igualmente opuesto al nazismo como al bolchevismo. Finalmente, el agrarismo democrático fue rechazado en sus países de origen. Tras el asesinato de Radić, el HSS había virado hacia políticas radicales de derecha. El Landbund apoyó el concepto de Estado corporativo austriaco, que lo disolvió en 1934. Durante las mismas semanas, los líderes agraristas Konstantin Päts (en Estonia) y Kārlis Ulmanis (en Letonia) desencadenaron sendos autogolpes para establecer dictaduras personales, prohibiendo todos los grupos políticos, incluidos los suyos propios. Estas medidas fueron justificadas como protección frente a los grupos más radicales: el Movimiento Vaps y el Pērkonkrusts (véase Golpe de Estado en Letonia de 1934). En Letonia se desarrolló una síntesis ideológica, transformando la organización juvenil agraria, Mazpulki, en líneas cuasi fascistas.
La radicalización también alcanzó al PAPF, que, en el punto álgido del caso Stavisky, propuso la pena de muerte por ahorcamiento para los políticos encontrados culpables de falsificación o malversación. El grupo formó una agrupación única con los Comités de Défense Paysanne de extrema derecha, y expulsó a sus propios militantes de izquierda en 1936. Aunque estrecho colaborador del PAPF, el PAE permaneció leal a la Segunda República española, integrándose en la familia de republicanos de derechas vinculada a la CEDA. Tras años de colaboración tácita con la izquierda rumana, el PNȚ también propinó un serio golpe al desarrollo de la democracia alcanzando un pacto con la fascista Guardia de Hierro ante las elecciones generales de 1937.
El 28 de febrero de 1937 Mečíř asistió al Noveno Congreso del PAPF en Compiègne como observador del IAB. El RSZML había entrado para entonces en su propia transición hacia la extrema derecha. Según el historiador Roman Holec, el proceso había comenzado con la muerte de Švehla en 1933, y fue supervisado por su sucesor Rudolf Beran (mencionado anteriormente por su apoyo al IAB). Con sus fuerzas menguadas tras los Acuerdos de Múnich, la Segunda República Checoslovaca estaba gobernada por el Partido de la Unidad Nacional, en el que el RSZML se disolvió. La mayor parte de sus activistas, incluido su líder Beran, habían pertenecido a la corriente nacionalista de derechas del agrarismo. El movimiento decisivo en este giro a la derecha fue la ocupación alemana de Checoslovaquia en 1938, tras la que el IAB dejó de estar activo.
El concepto de una Internacional Verde ubicada en políticas antifascistas fue adoptada en 1939 por el dirigente del HSS Vladko Maček, que propuso que tal autarquía agraria, si era adecuadamente armada por Gran Bretaña y Francia, podría funcionar como bastión contra la Alemania nazi. Autonomista croata, Maček también pensaba que tal armamento necesitaba estar condicionado por un asentamiento croata-yugoslavo. Desde 1940, la efectiva hegemonía nazi en la Europa continental trasladó al internacionalismo campesino a Londres. El IAB fue reconstruido parcialmente como Grupo de Debate sobre Europa Oriental de la Sociedad Fabiana, frecuentada por gente como Milan Gavrilović, Jerzy Kuncewicz y David Mitrany. Esta iniciativa produjo en julio de 1942 una Conferencia Agraria Internacional, supervisada por la Chatham House, durante la cual los delegados se comprometieron formalmente con la Carta del Atlántico, replanteando su apoyo a la agricultura cooperativa y a introducir propuestas para una economía planificada.

## IPU

### Consolidación

Mapa de países nominalmente representados en la IPU.
Adheridos en 1948
Adheridos en 1950
Adheridos en 1964
Zonas del Bloque del Este no representadas en la IPU Note: Las zonas rayadas representan partidos regionales.

Tras el golpe de Estado del Rey Miguel en Rumania y el putsch de septiembre en Bulgaria, el PNȚ y la BZNS pudieron organizarse legalmente. Poco después, los representantes de ambos partidos, Mihalache y G. M. Dimitrov, anunciaron que pretendían restaurar una Internacional Verde. Su proyecto fue suspendido en 1945, cuando Dimitrov fue expulsado de Bulgaria por el comunista Frente de la Patria; desde Italia, Dimitrov contactó con Stanisław Mikołajczyk y Stanisław Kot, del Partido Popular Polaco (PSL), con quienes discutió planes para una contraofensiva agrarista en Europa oriental. Después de trasladarse a los Estados Unidos en 1946, Dimitrov obtuvo también el compromiso de Maček y Gavrilović, que representaban al HSS y el ZS, respectivamente, así como de Ferenc Nagy, del Partido de los Pequeños Propietarios de Hungría (FK). El IAB fue finalmente restablecido como Unión Campesina Internacional (IPU). Agrupó solo a partidos del Bloque del Este y de los antiguos países bálticos, representados por exiliados políticos en los Estados Unidos. La sesión constituyente fue celebrada en Washington, D. C. el 4 de julio de 1947, emitiendo la Declaración del Día de la Independencia. Este documento vinculaba específicamente a la IPU con el IAB de Entreguerras; también describía a la IPU como representante legítima de los campesinos de Europa oriental, y reafirmaba su apoyo al movimiento cooperativista, visto como una alternativa digna al «feudalismo rojo» o colectivización.
A las cuatro secciones fundadoras (BZNS, FK, HSS y ZS) se unió el PNȚ a finales de 1947, es decir, poco después de que sus líderes Maniu y Mihalache fuesen encarcelados en lo que se conoció como caso Tămădău. La decisión de «participar en todas las manifestaciones» de la IPU fue tomada por Grigore Gafencu. Aunque estaba separado del PNȚ, contactó con sus miembros en la diáspora, manifestando que Alexandru Cretzianu tenía un mandato de Maniu para representar al partido en el exilio; Gafencu estaba además impresionado por el hecho de que la IPU hubiese protestado espontáneamente contra la ilegalización del PNȚ. También fue admitida una delegación del PSL en enero de 1948; seis partidos estuvieron por tanto representados en el Primer Congreso de la IPU celebrado en mayo de 1948. Todos estos grupos conformaron el primer Presidium de la IPU. Mikołajczyk fue elegido presidente y Dimitrov, secretario general; los cuatro vicepresidentes electos fueron Maček (el único líder de la IPU que había desempeñado cargos en los peldaños más altos del IAB), Gavrilović, Nagy y el dirigente del PNȚ Augustin Popa. Hacia 1948, los vicepresidentes se habían agrupado en un Comité Central y Popa había sido sustituido por Grigore Niculescu-Buzești.
Durante el mismo periodo, con la recuperación de la independencia checoslovaca, el RSZML se encontró incapaz de organizarse: pintado como una organización pro-nazi, fue prohibido por el Frente Nacional de los Checos y Eslovacos. Como resultado de ello, sus activistas se movieron hacia el más pequeño Partido Democrático de Eslovaquia. Dos partidos rivales que afirmaban representar al RSZML se formaron en París y Londres, liderados respectivamente por Josef Černý y Ladislav Feierabend. Tras una serie de intentos de unificación fallidos, Feierabend perdió su prestigio y sus seguidores se unieron al partido de Černý, que había logrado el reconocimiento de la IPU. Las discusiones para la adhesión a la IPU fueron iniciadas por Martin Hrabík, que aún era escéptico sobre la capacidad de Mikołajczyk para adaptarse a la política occidental.
El proyecto recibió inicialmente subvenciones del Departamento de Estado de los Estados Unidos y de la Asociación Nacional de Manufacturas, antes de obtener financiación del Comité Nacional por una Europa Libre (NCFE) desde junio de 1949. La nueva Internacional continuó viéndose a sí misma como un organismo más regional que universal y, a diferencia del IAB, nunca reclutó apoyos en Europa occidental. En esta zona, la agenda económica del IAB fue restablecida por la Federación Internacional de Productores Agrícolas. En aquel contexto, Maček defendió abiertamente que el campesinado del Bloque del Este no era solo una clase social distinta, sino de hecho un «pueblo» singular, cuyos valores (incluidos el tradicionalismo y la religiosidad) le hacían permanecer aparte de los demás componentes de la sociedad, distinguiéndolo al mismo tiempo de sus homólogos occidentales. Desde 1953 la IPU comenzó a publicar los manuscritos de Hodža sobre el federalismo centroeuropeo.
Hacia 1950 la IPU había acogido también a delegados del RSZML, incluido Černý, que se convirtió en vicepresidente de la organización. Bohumil Jílek, en su día dirigente de los comunistas checoslovacos, fue cooptado y desde 1954, fue miembro del Secretariado de la IPU. También en 1948-1950 se adhirieron los demócratas eslovacos, la Liga Albanesa de Campesinos, los Colonos Estonios y la Unión Popular Lituana de Campesinos. Hacia 1952, la IPU también se encontraba buscando un acercamiento con el rival nacional del FK, el Partido Nacional Campesino húngaro, cuyo exsecretario Imre Kovács había escapado hacia los Estados Unidos. Como el IAB, la IPU tuvo problemas para obtener apoyos en la diáspora ucraniana. El tema conflictivo fue su aparente respaldo al statu quo territorial. Como indicó en 1953 Yaroslav Stetsko, del Bloque de Naciones Antibolcheviques, «cualquiera que simpatice con la 'Internacional Verde' simpatiza con un Imperio ruso indivisible». Roman Smal-Stotskyi, del Partido Agrario Ucraniano, se unió finalmente a la IPU en 1964. La IPU nunca estuvo interesada en representar a los anticomunistas agrarios de Alemania Oriental. Una revista asociada, Agrarpolitische Rundschau, era publicada irregularmente en Alemania Occidental. En general, sin embargo, los verdes de posguerra permanecieron orgullosamente antialemanes, como observaba en 1954 el miembro del PSL Stanisław Wójcik.
A pesar de estar ideológicamente vinculados al agrarismo de Europa oriental, los líderes de la IPU mantuvieron relaciones de trabajo con el Centro Nacional de Independientes y Campesinos de Francia, así como con la Democracia Cristiana de Italia y Coldiretti, y establecieron contactos en América Latina, así como en el Sur y el Este de Asia. Está documentada la asistencia a los congresos de la IPU de delegados campesinos de Taiwán. Desde 1948, los verdes declararon que el federalismo europeo era el objetivo final de las políticas antisoviéticas. Había secciones de la IPU todavía organizadas en Europa occidental; sin embargo, la organización estaba atrapada por dificultades financieras y hacia 1954 se vio obligada a contener sus esfuerzos expansivos, particularmente bajo las administraciones demócratas estadounidenses, que redujeron las subvenciones federales a los grupos anticomunistas.

### Declive
En términos generales, la IPU fue impotente en la práctica para oponerse al comunismo, ya que su militancia permaneció simbólica y completamente desconectada de sus países de origen. En ellos, todos los grupos adheridos fueron retratados usando líneas de crítica ya probadas por la Krestintern, como «pro-fascistas, burgueses y contrarrevolucionarios». La propaganda estatal acusó constantemente a las secciones de la IPU de haber colaborado con el nazismo, cargos que, como indica el profesor Miguel Cabo, no tenían fundamento en la mayor parte de los casos. La propia propaganda de la IPU subrayaba el terrorismo de Estado tanto comunista como nazi utilizado contra Nikola Petkov, Wincenty Witos y otros «mártires campesinos por la democracia». Poco después de haber sido fundado, el grupo inició una campaña de concienciación a gran escala sobre la situación de los campesinos en los países comunistas. Uno de sus memorándums fue diseñado para el Consejo de Seguridad de las Naciones Unidas en abril de 1948, pero fue obviado debido al veto de la delegación soviética.
Desde 1952, la República Socialista de Checoslovaquia inició una campaña represiva contra supuestas células de la Internacional Verde lideradas por Antonín Chloupek, Josef Kepka, Josef Kostohryz, Vilém Knebort y Otakar Čapek. Los acusados no eran miembros del RSZML, aunque muchos tenían trayectorias pasadas en el Partido de la Unidad Nacional de Beran. Kostohryz fue imputado por haber firmado un memorándum en 1949 pidiendo una intervención occidental en Checoslovaquia. La fiscalía fabricó los cargos según los cuales el grupo estaba formado por infiltrados de la IPU, que pretendían diluir la soberanía checoslovaca en una «Federación Europea» y una «colonia agraria de los EEUU». Derrumbado durante los interrogatorios, Kepka suscribió esta acusación, indicando que los verdes pretendían «crear un Estado federal de 100 millones de habitantes», según los proyectos de Entreguerras de Hodža. Al final del juicio-farsa, Kepka recibió la pena de muerte, mientras Chloupek y los demás eran sentenciados a cadena perpetua. Una oleada de juicios por cargos similares finalizó con imputaciones para otras supuestas células de la IPU. La fiscalía obtuvo condenas mucho menores para dos exlíderes del RSZML, Josef Dufek y František Machník, aunque ninguno de ellos había estado políticamente activo después de 1948. Las condenas fueron revisadas durante la siguiente década de desestalinización, cuando el régimen admitió que las confesiones se habían obtenido bajo tortura. Un juicio más limitado tuvo lugar en la República Popular de Bulgaria tras el secuestro en septiembre de 1954 de dos exiliados políticos en Austria, Petar Penev Trifonov y Milorad Mladenov. A ambos se les obligó a confesar que habían abandonado Austria voluntariamente, ya que estaban «crecientemente asqueados de servir al Comité Nacional Búlgaro, un órgano de propaganda de los Estados Unidos y de la 'Internacional Verde', que además es financiada por las arcas estadounidenses».
Según los comunicados de la IPU, los casos de Petkov, Maniu y Béla Kovács mostraban que «los movimientos campesinos son obstáculos principales en el camino del imperialismo soviético». Los verdes también criticaban al régimen búlgaro por su reivindicación de Stamboliski como figura de culto, indicando que tales prácticas pasaban por encima de su anticomunismo. La agenda de los verdes estaba centrada principalmente en criticar a los políticos occidentales que hablaban de desescalada en las tensiones con la Unión Soviética, refiriéndose a tal agenda como apaciguamiento. Mikołajczyk se hizo cargo de la misión de recordar a los occidentales los asuntos históricos que el Gobierno soviético había intentado tanto ocultar como negar, incluidos el Pacto Ribbentrop-Mólotov y la masacre de Katyn, mientras Nagy popularizaba el totalitarismo como concepto que abarcaba tanto el fascismo como el comunismo. David Mitrany y otros intelectuales de la IPU dedicaron muchos estudios a las posturas del marxismo respecto a las cuestiones agrarias, concluyendo que campesinos y marxistas eran incompatibles para siempre. Este desarrollo, según Cabo, indicaba que los verdes ya no estaban buscando una tercera vía, sino más bien plegándose a una visión capitalista estándar; la IPU reservaba algunas alabanzas al agrarismo nórdico y subrayaba el progreso de la agricultura mecanizada en Occidente, pero se abstenía de avanzar ningún modelo específico de futuro desarrollo.
La organización se debilitó desde dentro por un conflicto entre Mikołajczyk y Dimitrov, que se agudizó tan pronto como en 1953 y requirió de la mediación del NCFE. Al estallar poco después, la Revolución húngara levantó las esperanzas de derrotar al comunismo, pero la apatía siguió a su derrota; en aquel momento, los políticos estadounidenses comenzaron a evitar a la IPU, que ahora veían como ineficaz. En 1964, tras renovadas disputas con otros líderes de la IPU y en un momento de declive de su salud, Mikołajczyk dimitió y Nagy se convirtió en presidente; para entonces, la sede central se había trasladado a Nueva York. La organización permaneció ubicada en la Costa Este de los Estados Unidos, donde celebró ocho de sus nueve congresos, hasta el último, celebrado en la ciudad de Nueva York en 1969. Sus últimas actividades estuvieron dirigidas a condenar la invasión de Checoslovaquia por el Pacto de Varsovia y en honrar la memoria de Jan Palach. En 1970 un funcionario ejecutivo de la IPU, Robert Bohuslav Soumar, depositó una corona de flores ante la Estatua de Palach en Roma; también dirigió los trabajos para erigir un monumento a Palach en Occidente, que finalizaron con la instalación de una escultura en 1973 en la Biblioteca Pública de Cleveland.
A pesar de sus esfuerzos para restaurar el prestigio de la IPU, Nagy fue incapaz de impedir su desaparición. Bajo su liderazgo, figuras de alto nivel como Černý, Popa y Jozef Lettrich ya no hicieron ningún esfuerzo para asistir a las reuniones y «la actividad de la IPU más o menos solo era conducida por búlgaros y polacos». En 1971 la IPU clausuró su boletín, así como sus oficinas en Nueva York, aunque anunciando que permanecería nominalmente activa desde Washington. Se considera que ha permanecido completamente inactiva desde aquel momento, aunque se hicieron intentos por restaurarla en 1978 y 1986. Con la llegada de una relativa liberalización (comunismo gulash) en la República Popular de Hungría, Nagy contempló abandonar su exilio político y regresar a casa. Estaba todavía indeciso en el momento de su muerte en 1979.

## Simbolismo político
A pesar de la referencia corriente a la Internacional Verde y a su enseña verde, este color político no fue oficialmente adoptado por la organización. En su encarnación original, stamboliskiana, el agrarismo internacional estuvo asociado visualmente con el color naranja. Esta paradoja fue observada en 1921 por Albert Londres, según quien «la Internacional Verde tiene una enseña naranja». El color fue elegido al principio para representar los «campos de trigo maduro», prestando el nombre a la Guardia Naranja; permaneció como el componente principal de las banderas de la BZNS hasta los años 40, cuando fue añadido el verde. El profesor Fabien Conord indica que el IAB (que «los historiadores designan habitualmente [como] la 'Internacional Verde'»): «De hecho, el color no aparece en el boletín de la organización, cuyos sucesivos editores nunca hacen uso del término 'verde' en su discurso». Sin embargo, el Buró comenzó a popularizar el trébol de cuatro hojas, habitualmente verde, como símbolo agrario universal.
En 1927, a iniciativa de Jan Dąbski, el Partido Popular polaco usó la bandera roja con el símbolo del IAB como enseña agraria. Ambos cayeron en desgracia en 1931, cuando el partido adoptó las espigas de trigo sobre color verde como enseña, aunque siguió utilizando los tréboles en las insignias de los militantes. También en 1931 el periódico del PNȚ, Țara de Mâine, informaba a sus lectores que el «el color simbólico de los partidos campesinos (o agrarios, agrícolas, etc.) es el verde». El PAPF usaba en aquel momento una bandera verde con la tricolor francesa en su cantón. Popularizó las banderas y los brazaletes verdes, que aparecieron durante algunas manifestaciones celebradas en Beauvais (1929) y Chartres (1933), pero usó como su símbolo principal la horca, seleccionada por sus connotaciones revolucionarias.
Otros miembros del IAB también eligieron el trébol, aunque no siempre con el mismo origen: un trébol de cuatro hojas, adoptado por los agraristas letones en 1929, era una referencia directa al movimiento 4-H en los Estados Unidos; era desplegado sobre banderas verdes y blancas. Una variante (dorada sobre verde) fue usada también en Rumania y vista por ejemplo en un mitin del PNȚ en 1936, al mismo tiempo que aparecía otra en Checoslovaquia como emblema principal del RSZML. El trébol de cuatro hojas fue finalmente escogido como símbolo de la IPU.
|                                   |
| Enseña de la Liga de Agricultores |

|                                                 |
| Bandera del Partido Agrario y Campesino Francés |

|                      |
| Bandera del Mazpulki |

|                                                                                                 |
| Enseña usada durante la II Guerra Mundial por el Bataliony Chłopskie del Partido Popular polaco |